# Nervio alveolar inferior
El nervio inferior alveolar es una rama del nervio mandibular, el cual es en sí la tercera rama (V3) del nervio trigémino (nervio craneal V).

## Estructura
Antes de introducirse por el foramen mandibular da origen al nervio milohioideo, nervio motriz que suministra al músculo milohioideo y al vientre anterior del músculo digástrico. Una vez dentro del canal mandibular, este nervio proporciona ramas sensitivas para los molares y el segundo premolar de la mandíbula. En este punto se bifurca en el nervio mentoniano y el nervio incisivo. El nervio incisivo continuará por el canal mandibular hacia anterior, recogiendo la sensibilidad de los incisivos, el canino y el primer premolar. Las ramas del nervio alveolar inferior y el nervio incisivo formarán el plexo dental inferior.
El nervio mentoniano, en cambio, saldrá del canal mandibular a través del foramen mentoniano, emergiendo a nivel del segundo premolar. Este nervio recoge la sensibilidad del mentón y el labio inferior.

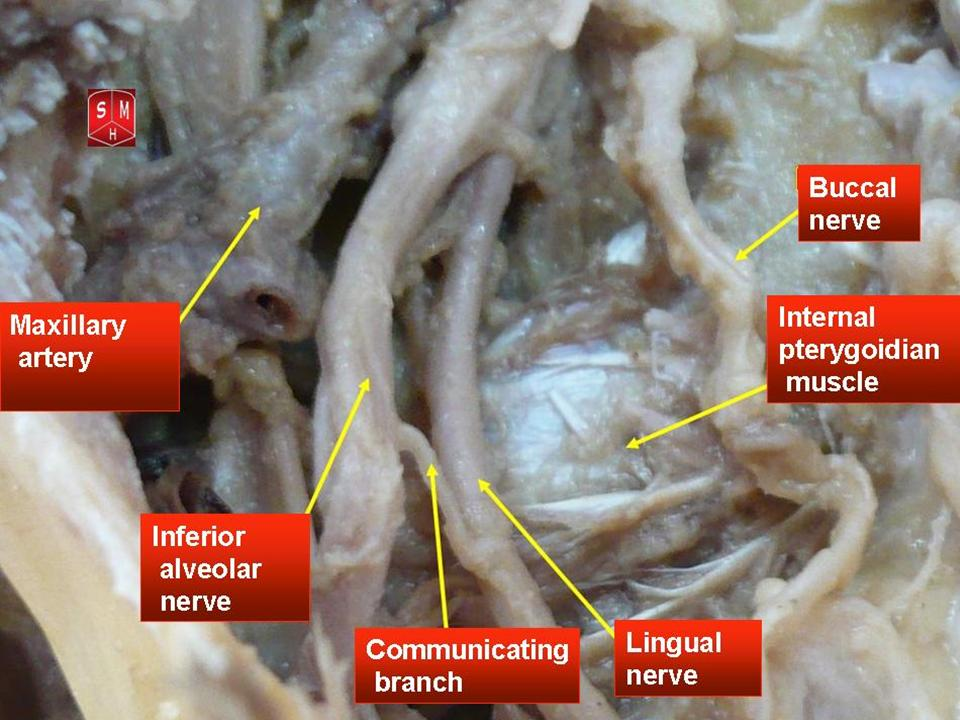
Inferior alveolar nerve, Nervio Inferior Alveolar